# Трез-Арроюс
Трез-Арроюс (порт. Três Arroios)  —  муниципалитет в Бразилии, входит в штат Риу-Гранди-ду-Сул. Составная часть мезорегиона Северо-запад штата Риу-Гранди-ду-Сул. Входит в экономико-статистический  микрорегион Эрешин. Население составляет 3038 человек на 2006 год. Занимает площадь 148,667 км². Плотность населения — 20,4 чел./км².

## История
Город основан 30 ноября 1987 года. 

## Статистика
- Валовой внутренний продукт на 2003 составляет 33.418.188,00 реалов (данные: Бразильский институт географии и статистики).
- Валовой внутренний продукт на душу населения на 2003 составляет 10.828,97 реалов (данные: Бразильский институт географии и статистики).
- Индекс развития человеческого потенциала на 2000 составляет 0,794 (данные: Программа развития ООН).